# 草加市立草加中学校
草加市立草加中学校（そうかしりつ そうかちゅうがっこう）は、埼玉県草加市氷川町にある公立中学校。　

## 沿革
- 1947年（昭和22年）4月 - 開校

## 所在地
- 草加市氷川町2179 -4
- 東武伊勢崎線草加駅からは徒歩約5分

## 主な卒業生
- 稲田法子（元競泳選手：2003年世界水泳選手権銅メダル、1995年パンパシフィック水泳選手権金メダル）
- 今井宏（政治家：衆議院議員、草加市長）
- 神野卓哉（元サッカー選手、サッカー指導者：元横浜マリノス、日本代表）
- 彩尊光（現役大相撲力士、十両）[1]
- 山川百合子（政治家）
- きょん（お笑い芸人、コットン (お笑いコンビ)のメンバー）
- Yoshihiro Nozaki(メロディックデスメタルバンド、My Material Seasonのメンバー)